# Spirituály a balady
Spirituály a balady je druhé studiové album české hudební skupiny Spirituál kvintet, vydané v roce 1978.
Album také vyšlo v reedici v roce 1995.

## Seznam skladeb
| Pořadí         | Název                    | Délka |
| -------------- | ------------------------ | ----- |
| 1.             | Město s pěti věžemi      | 2:55  |
| 2.             | Krutá válka              | 2:48  |
| 3.             | Čekám na svůj den        | 3:13  |
| 4.             | Mou dobrou zprávu hlásej | 2:26  |
| 5.             | To, co zbývá, lásko      | 2:29  |
| 6.             | Dva bratři               | 2:14  |
| 7.             | Kocábka                  | 2:55  |
| 8.             | Zlatá klec               | 2:56  |
| 9.             | Slávy den                | 3:21  |
| 10.            | Až vzlétnou ptáci        | 3:09  |
| 11.            | Dál, dál tou vodou       | 3:06  |
| 12.            | Poutník a dívka          | 5:10  |
| 13.            | V jeslích dítě spinká    | 2:59  |
| Celková délka: | Celková délka:           | 49:56 |

| Bonus reedice | Bonus reedice    | Bonus reedice |
| Pořadí        | Název            | Délka         |
| ------------- | ---------------- | ------------- |
| 14.           | Černošský ghetto | 2:54          |
| 15.           | Virginie         | 3:05          |
| 16.           | Spinkej          | 3:32          |